# Бертиньоль
Бертиньо́ль (фр. Bertignolles) — коммуна во Франции, находится в регионе Шампань — Арденны. Департамент — Об. Входит в состав кантона Эссуа. Округ коммуны — Труа.
Код INSEE коммуны — 10041.
Коммуна расположена приблизительно в 180 км к юго-востоку от Парижа, в 95 км южнее Шалон-ан-Шампани, в 38 км к юго-востоку от Труа.

## Население
Население коммуны на 2008 год составляло 68 человек.
| 1962 | 1968 | 1975 | 1982 | 1990 | 1999 | 2008 |
| ---- | ---- | ---- | ---- | ---- | ---- | ---- |
| 94   | 97   | 84   | 83   | 60   | 64   | 68   |

## Экономика

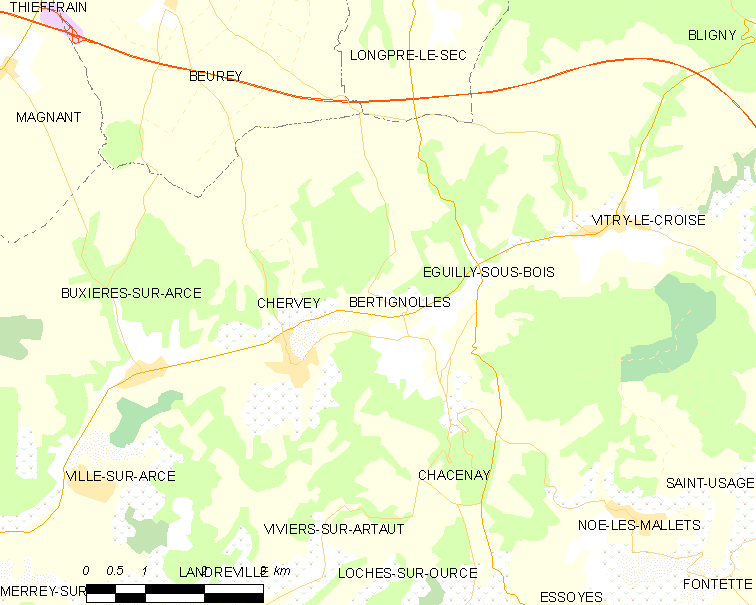
Карта коммуны

В 2007 году среди 39 человек в трудоспособном возрасте (15—64 лет) 33 были экономически активными, 6 — неактивными (показатель активности — 84,6 %, в 1999 году было 81,6 %). Из 33 активных работали 29 человек (20 мужчин и 9 женщин), безработных было 4 (1 мужчина и 3 женщины). Среди 6 неактивных 1 человек был учеником или студентом, 3 — пенсионерами, 2 были неактивными по другим причинам.